# August 2011
Portal Geschichte | Portal Biografien | Aktuelle Ereignisse | Jahreskalender | Tagesartikel

◄ |
20. Jahrhundert |
21. Jahrhundert

◄ |
1980er |
1990er |
2000er |
2010er
| 2020er | 2030er | 2040er

◄ |
2007 |
2008 |
2009 |
2010 |
2011
| 2012 | 2013 | 2014 | 2015 | ►

◄ |
Mai 2011 |
Juni 2011 |
Juli 2011 |
August 2011 |
September 2011 |
Oktober 2011 |
November 2011 |
►
Dieser Artikel behandelt tagesbezogene Nachrichten und Ereignisse im August 2011.

## Tagesgeschehen

### Montag, 1. August 2011
- Mittelmeer: An Bord eines Bootes, das von Libyen aus die italienische Insel Lampedusa ansteuert, ersticken im Lagerraum 25 Menschen beim Versuch der Zuwanderung in die Europäische Union an Motorabgasen.[1]
- Washington, D.C./Vereinigte Staaten: Kurz vor der befürchteten Zahlungsunfähigkeit stimmen Senat und Repräsentantenhaus einem Kompromiss zur Haushaltskrise zu.[2]

### Dienstag, 2. August 2011
- Priština/Kosovo: Nach gewaltsamen Auseinandersetzungen am Grenzübergang Jarinje im Norden des Landes wird die internationale KFOR-Schutztruppe mit rund 700 Soldaten aus Deutschland und Österreich verstärkt.[3]

### Mittwoch, 3. August 2011
- Kairo/Ägypten: Knapp sechs Monate nach seinem Sturz beginnt der Prozess gegen den früheren Staatspräsidenten Husni Mubarak und seine beiden Söhne sowie den ehemaligen Innenminister Habib al-Adli wegen der Vorwürfe Amtsmissbrauch, Korruption und Tötung von Demonstranten.[4]

### Donnerstag, 4. August 2011
- Frankfurt am Main/Deutschland: Die Europäische Zentralbank nimmt aufgrund der Staatsschuldenkrise im Euroraum den Kauf von Staatsanleihen wieder auf.[5]
- Lampedusa/Italien: Auf einem seit Freitag vor der Insel treibenden Boot voller Migranten, das in Libyen in See stach, verhungern und verdursten nach Angaben von Nichtregierungsorganisationen bis zu 100 Menschen.[6]
- Washington, D.C./Vereinigte Staaten: Die NASA gibt bekannt, dass die Bilder von der Mars-Oberfläche des Mars Reconnaissance Orbiters die Existenz von fließendem Salzwasser als möglich erscheinen lassen.[7]

### Freitag, 5. August 2011

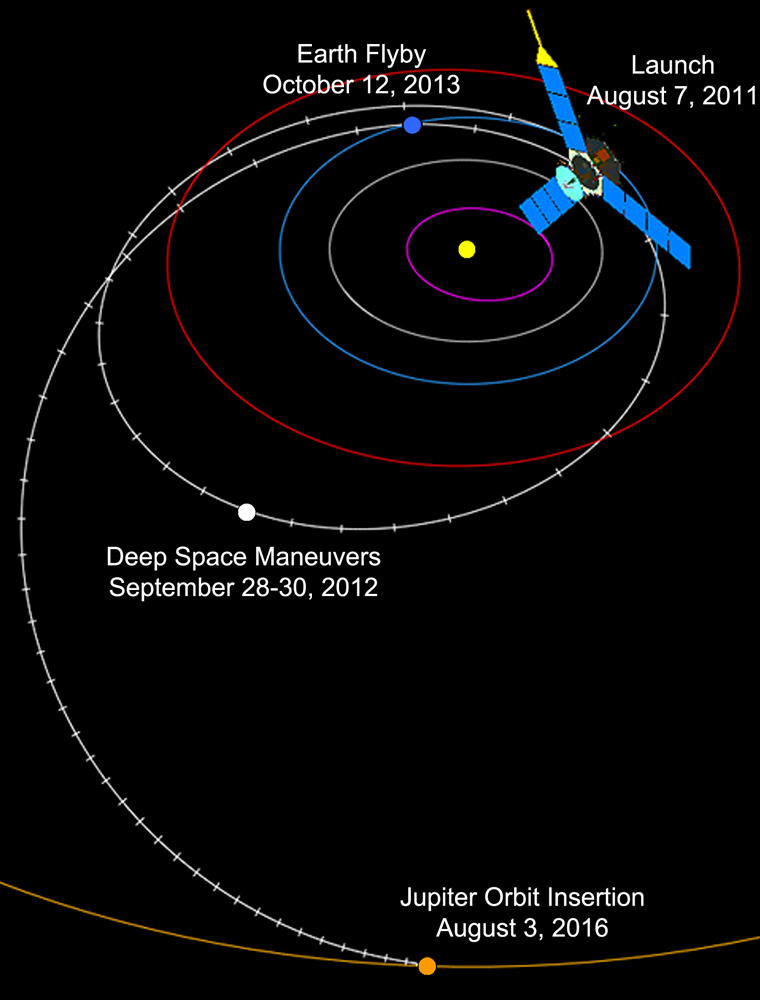
Geplante Flugbahn der Raumsonde Juno

- Bangkok/Thailand: Einen Monat nach der Parlamentswahl wählt das Repräsentantenhaus Yingluck Shinawatra als erste Frau zur Premierministerin des Landes.[8]
- Cape Canaveral/Vereinigte Staaten: Die NASA-Raumsonde Juno startet ihre Mission zum Jupiter.[9]
- New York/Vereinigte Staaten: Die Ratingagentur Standard & Poor’s stuft die langfristige Kreditwürdigkeit der Vereinigten Staaten von der Bestnote „AAA“ auf „AA+“ herab.[10]

### Samstag, 6. August 2011
- Kabul/Afghanistan: Beim Abschuss eines US-amerikanischen Kampfhubschraubers durch Taliban im Osten des Landes kommen 38 Menschen ums Leben.[11]
- Leavenworth/Vereinigte Staaten: Charles Graner, Haupttäter und letzter noch in Haft befindlicher Verurteilter im Abu-Ghuraib-Folterskandal, wird nach sechseinhalb Jahren Haft vorzeitig auf Bewährung entlassen.[12]

### Sonntag, 7. August 2011
- London/Vereinigtes Königreich: In der Nacht vom 6. zum 7. August kommt es zu schweren Ausschreitungen im Stadtteil Tottenham, nachdem zwei Tage zuvor ein Einheimischer von der Polizei erschossen worden war. 26 Polizisten werden dabei verletzt, mehrere Geschäfte vandaliert und in Brand gesteckt.[13]
- Praia/Kap Verde: Bei der Ersten Runde der Präsidentschaftswahl erhält Jorge Carlos Fonseca 37,3 % der abgegebenen Wählerstimmen, während Manuel Inocêncio Sousa 32 % erlangt und Aristides Lima 27,4 % erreicht. Jorge Carlos Fonseca und Manuel Inocêncio Sousa werden sich am 21. August einer Stichwahl stellen.[14]
- São Tomé/São Tomé und Príncipe: Bei der Stichwahl um das Präsidentschaftsamt gewinnt Manuel Pinto da Costa mit 53 % der Wählerstimmen, während sein Kontrahent Evaristo Carvalho 47 % erlangt.[15]

### Montag, 8. August 2011
- London/Vereinigtes Königreich: Die Unruhen breiten sich weiter nach Birmingham, Liverpool, Nottingham und Bristol in England aus.[16]
- New York/Vereinigte Staaten: Im Zusammenhang mit der Unsicherheit an den Finanzmärkten erreicht der Goldpreis mit über 1.700 US-Dollar pro Feinunze ein Allzeithoch.[17]

### Dienstag, 9. August 2011
- San Angelo/Vereinigte Staaten: Warren Jeffs, selbsternannter „Prophet“ der Fundamentalistischen Kirche Jesu Christi der Heiligen der Letzten Tage, wird wegen sexuellen Missbrauchs Minderjähriger zu lebenslanger Haft und 20 weiteren Jahren im Gefängnis sowie zu einer Geldstrafe von 20.000 US-Dollar verurteilt.[18]

### Mittwoch, 10. August 2011

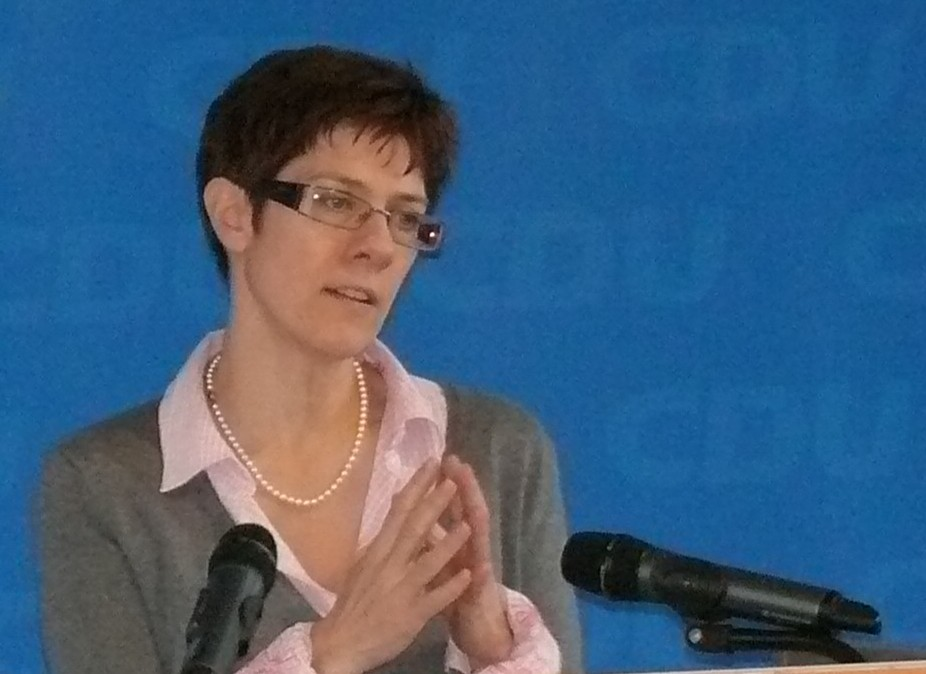
Annegret Kramp-Karrenbauer

- Dalian/China: Der erste Flugzeugträger der Volksrepublik läuft zur ersten Probefahrt aus. Der Bau des „Liaoning“ getauften Schiffs begann 1985 in der Sowjetunion, damals noch unter dem Namen „Riga“. Die Ukraine verkaufte das Projekt 1998 an einen Geschäftsmann aus Macau, der es in Dalian ankern ließ.[19]
- Saarbrücken/Deutschland: Der Landtag des Saarlandes wählt die CDU-Politikerin Annegret Kramp-Karrenbauer in zwei Wahlgängen zur neuen Ministerpräsidentin. Sie tritt die Nachfolge ihres Parteikollegen Peter Müller an.[20]

### Donnerstag, 11. August 2011
- Berlin/Deutschland: Erstmals seit dem Bestehen der Bundesrepublik wird nach über 50 Jahren ein bilaterales Steuerabkommen mit der Schweiz ausgehandelt.[21]
- Brüssel/Belgien: Angesichts der Turbulenzen an den Finanzmärkten und der anhaltenden Euro-Krise verbieten Belgien, Deutschland, Frankreich, Italien und Spanien die Leerverkäufe bestimmter Aktien vorübergehend.[22]

### Freitag, 12. August 2011
- Shenzhen/China: Eröffnungszeremonie der XXVI. Sommer-Universiade

### Samstag, 13. August 2011
- Pasching/Österreich: Im Finale der Faustball-Weltmeisterschaft der Männer gewinnt Deutschland mit 4:2 gegen Österreich und wird somit zum 10. Mal Faustball-Weltmeister.[23]

### Sonntag, 14. August 2011

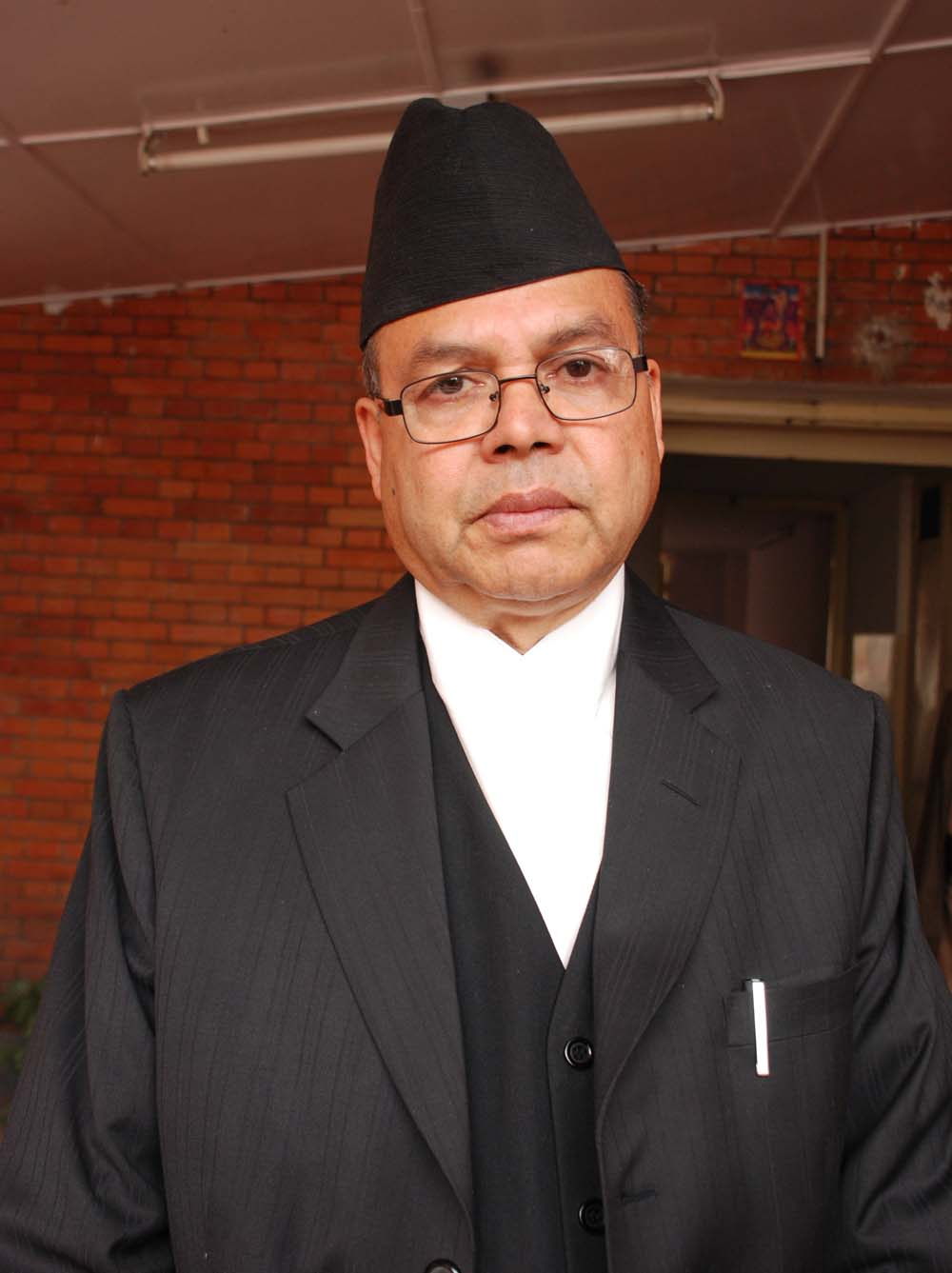
Jhala Nath Khanal

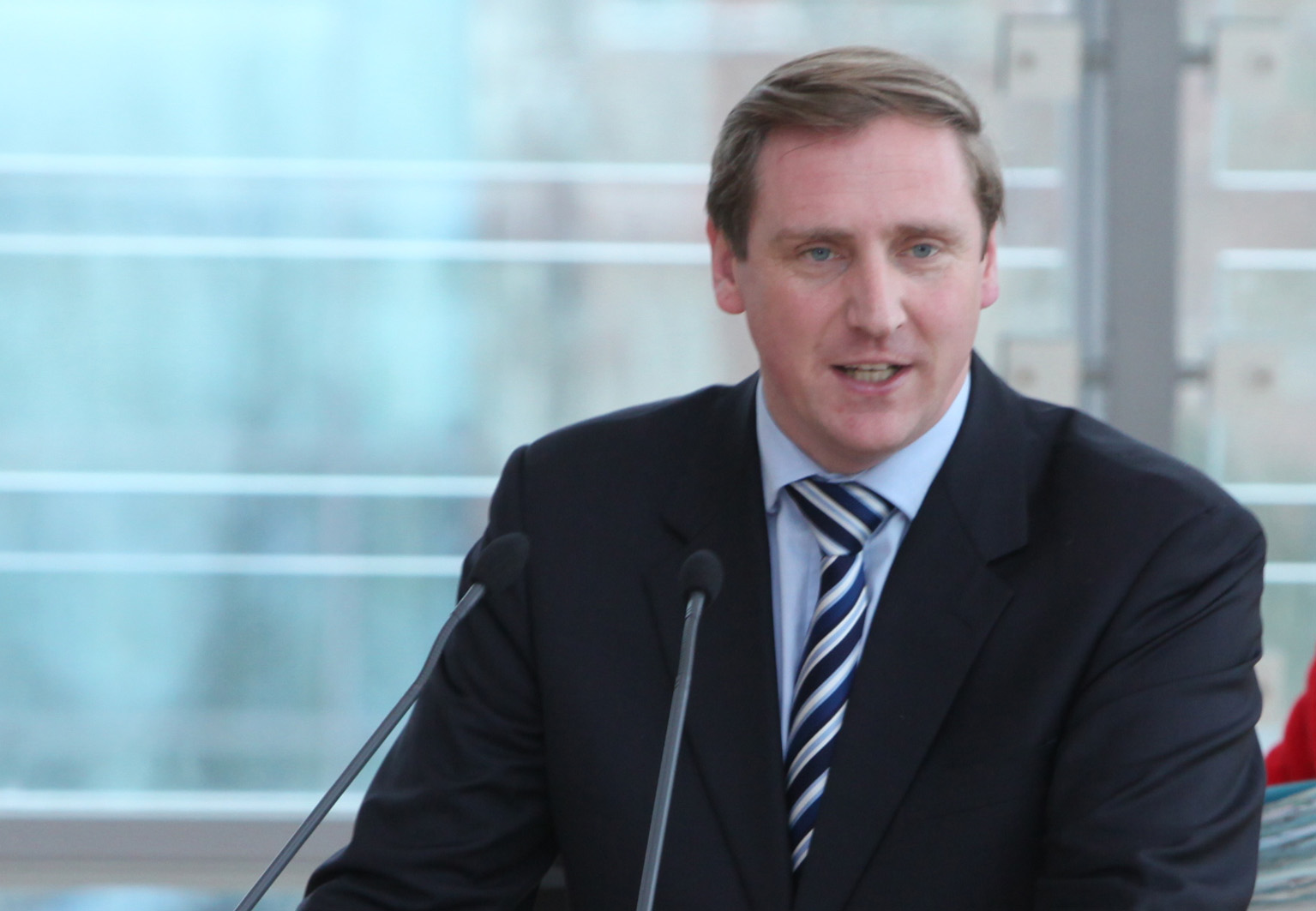
Christian von Boetticher

- Kathmandu/Nepal: Der seit Februar 2011 amtierende Premierminister Jhala Nath Khanal tritt wegen gescheiterten Verhandlungen über eine neue Verfassung von seinem Amt zurück.[24]
- Kiel/Deutschland: Neun Monate vor der Landtagswahl in Schleswig-Holstein tritt Christian von Boetticher wegen eines früheren Liebesverhältnisses zu einer Minderjährigen als CDU-Spitzenkandidat und Landesparteichef zurück.[25]

### Montag, 15. August 2011
- Bagdad/Irak: Bei einer Anschlagsserie auf etwa ein Dutzend Städte kommen mindestens 60 Menschen ums Leben und mehr als 230 weitere werden verletzt.[26]
- Madrid/Spanien: Der 26. Weltjugendtag der Römisch-katholischen Kirche beginnt.
- Mountain View/Vereinigte Staaten: Google Inc. gibt die Übernahme von Motorola Mobility für einen Kaufpreis von 12,5 Milliarden US-Dollar bekannt.[27]

### Dienstag, 16. August 2011
- Paris/Frankreich: Gipfeltreffen zur Eurokrise zwischen der deutschen Bundeskanzlerin Angela Merkel und Staatspräsident Nicolas Sarkozy. Beide erklären, zur dauerhaften Stabilisierung des Euros eine europäische Wirtschaftsregierung mit weitreichenden Kompetenzen einrichten zu wollen.[28]

### Donnerstag, 18. August 2011
- Den Haag/Niederlande: Vor dem Internationalen Strafgerichtshof für das ehemalige Jugoslawien beginnt der Prozess gegen den ehemaligen Premierminister des Kosovo, Ramush Haradinaj, und zwei weiteren Angeklagten wegen Mord- und Foltervorwürfen während des Kosovokrieges.[29]
- Hasselt/Belgien: Während eines schweren Unwetters beim Pukkelpop-Festival kommen fünf Menschen ums Leben und 140 werden weitere verletzt.[30]

### Freitag, 19. August 2011

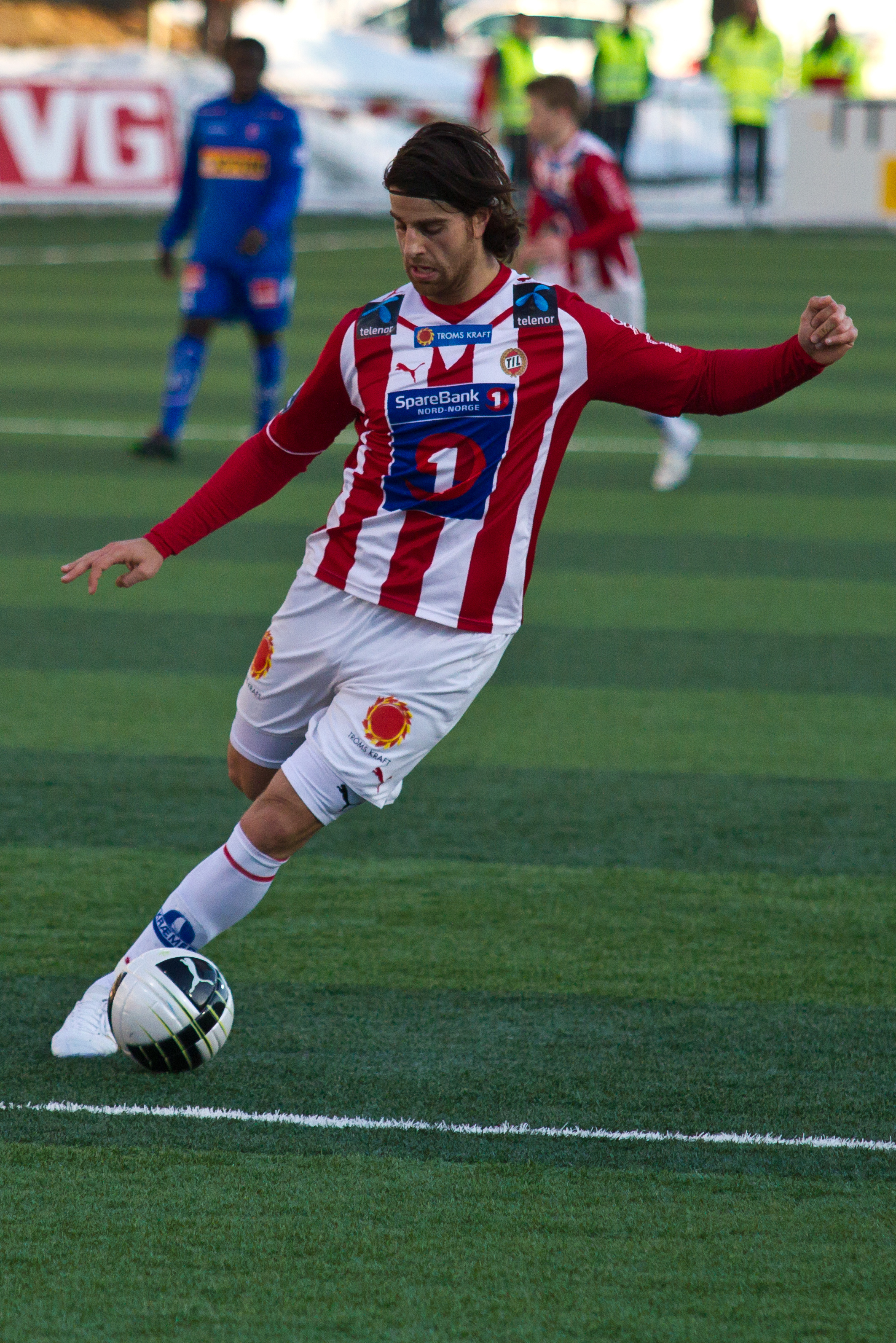
George Mourad

- Jonesboro/Vereinigte Staaten: Die drei als West Memphis Three bekannt gewordenen Verurteilten eines Kindermörderprozesses werden nach 18 Jahren unter anhaltenden Zweifeln an ihrer Schuld aus der Haft entlassen.[31]
- Zürich/Schweiz: Der Weltfußballverband FIFA disqualifiziert Syrien in der Qualifikation um die Fußball-Weltmeisterschaft 2014, da in beiden Spielen gegen Tadschikistan der Schwede George Mourad auflief, der nicht für Syrien spielberechtigt war.[32][33]

### Samstag, 20. August 2011
- Madrid/Spanien: Aufgrund eines Spielerstreiks wird der erste Spieltag der höchsten Fußballliga Primera División um eine Woche verschoben.[34]
- Schottland/Vereinigtes Königreich: Der Ölfluss aus der Bohrinsel Gannet Alpha vor der Nordseeküste wird nach Angaben des Betreiberkonzerns Shell gestoppt. In den vergangenen zwei Wochen sollen mehr als 200 Tonnen Öl ins Meer geflossen sein.[35]

### Sonntag, 21. August 2011
- Praia/Kap Verde: Bei der Stichwahl um das Präsidentschaftsamt gewinnt Jorge Carlos Fonseca mit 54,2 % der Wählerstimmen, während sein Kontrahent Manuel Inocêncio Sousa 45,8 % erlangt.[36]

### Montag, 22. August 2011
- Moskau/Russland: Knapp fünf Jahre nach dem Mord an der regierungskritischen Journalistin Anna Politkowskaja nehmen Ermittler mit Dmitri Pawljutschenko einen mutmaßlichen Drahtzieher fest.[37]

### Dienstag, 23. August 2011

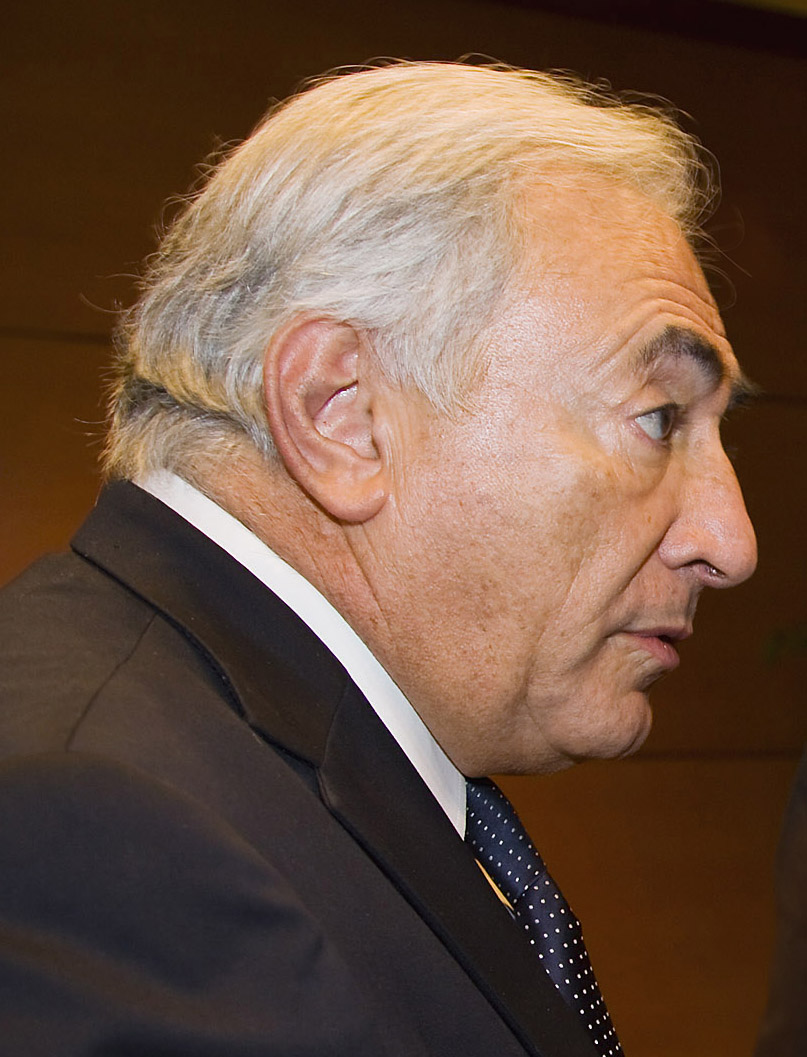
Dominique Strauss-Kahn

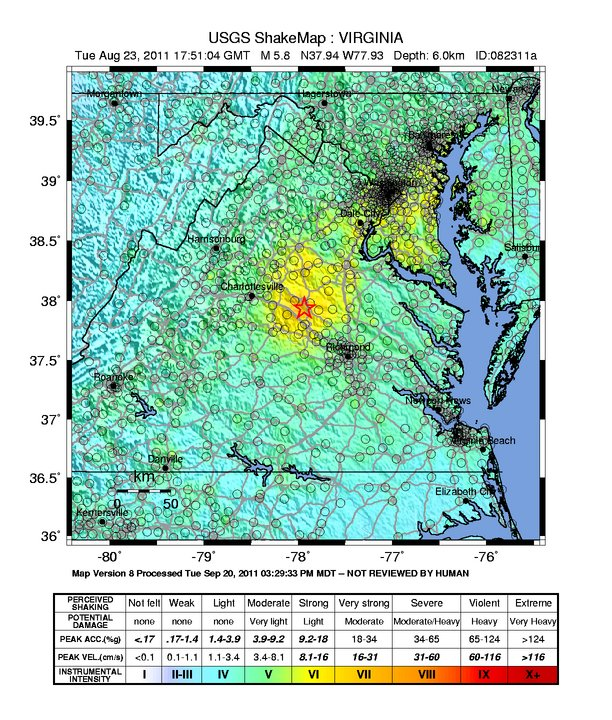
Schematische Darstellung des Erdbebens in Virginia

- China, Pakistan: Die österreichische Bergsteigerin Gerlinde Kaltenbrunner erreicht den Gipfel des K2 und ist somit die erste Frau, die alle Achttausender ohne den Einsatz von Sauerstoffgeräten bestiegen hat.[38]
- New York/Vereinigte Staaten: Das Verfahren gegen Direktor des Internationalen Währungsfonds' Dominique Strauss-Kahn wegen versuchter Vergewaltigung wird eingestellt, nachdem die Staatsanwaltschaft ihre Anklage zurückzieht.[39]
- Virginia/Vereinigte Staaten: Ein Erdbeben ereignet sich nahe Washington, D.C. Mit einer Stärke von 5,8 Mw ist es das stärkste an der Ostküste der Vereinigten Staaten seit 1897.[40]

### Mittwoch, 24. August 2011
- Baikonur/Kasachstan: Ein unbemanntes russisches Versorgungsraumschiff des Typs Progress M-12M mit Nachschub für die ISS stürzt nach einer Fehlzündung der dritten Raketenstufe in der russischen Altai-Provinz ab.[41]
- Cupertino/Vereinigte Staaten: Der Chef und Mitgründer des Computerkonzerns Apple, Steve Jobs, erklärt seinen Rücktritt. Neuer Firmenchef wird Tim Cook, der bisherige Vorstand für das operative Geschäft.[42]

### Donnerstag, 25. August 2011
- Liaoning/China: Forscher entdecken ein Fossil von Juramaia sinensis, dem ältesten bekannten Höheren Säugetier.[43]
- Monterrey/Mexiko: Beim Brandanschlag auf das Casino Royale dringen bewaffnete Männer in das Casino Royale, einen Bingoclub, ein und setzen es in Brand, wobei mindestens 52 Menschen ums Leben kommen.[44]

### Freitag, 26. August 2011

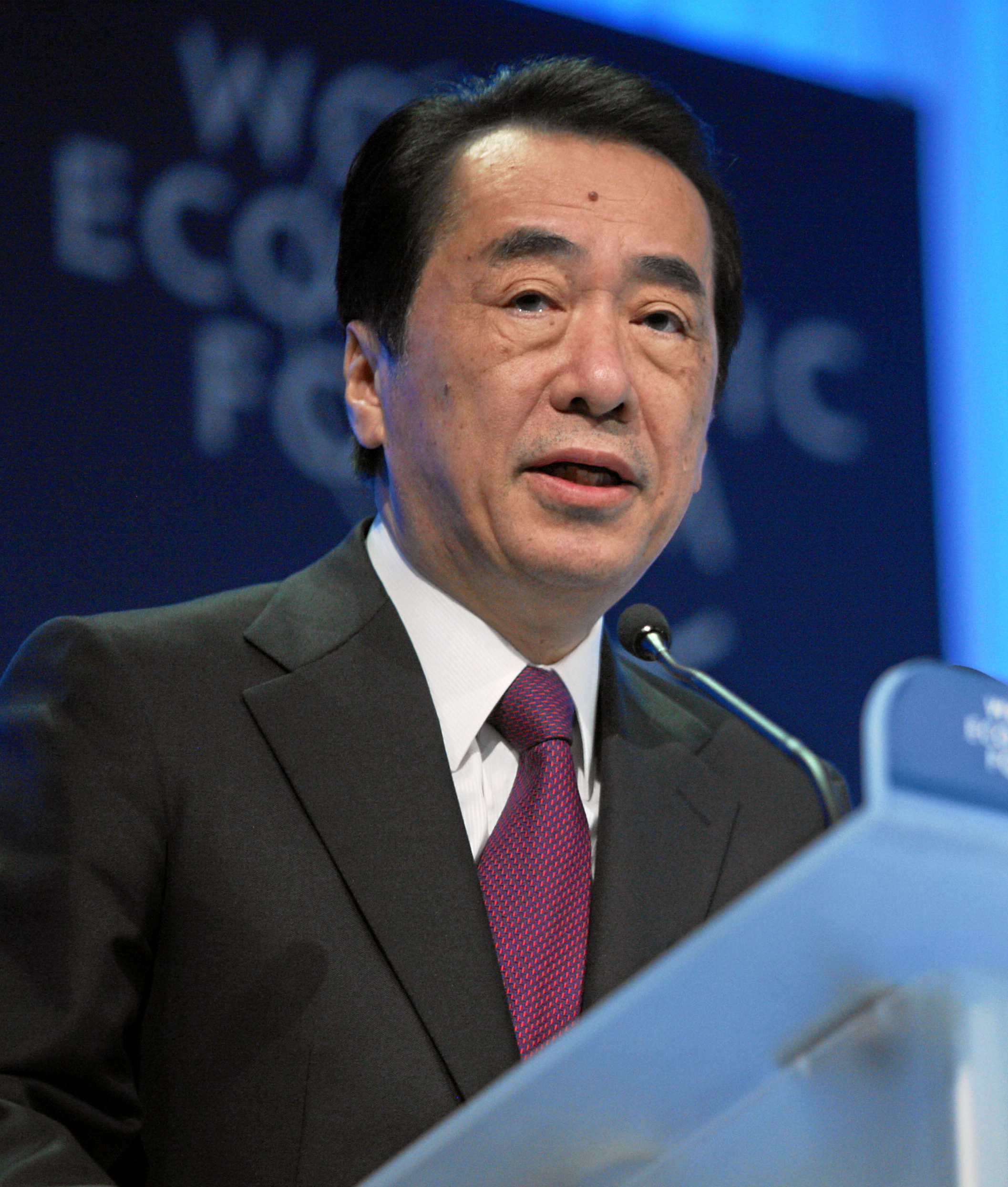
Naoto Kan

- Abuja/Nigeria: Bei einem Anschlag der radikalislamischen Gruppierung Boko Haram auf den UN-Sitz kommen 23 Menschen ums Leben.[45]
- Cherchell/Algerien: Bei zwei Selbstmordanschlägen kommen mindestens 20 Menschen ums Leben.[46]
- Sochumi/Georgien: Bei der Präsidentschaftswahl im nur von Nauru, Nicaragua, Russland und Venezuela anerkannten Staat Abchasien gewinnt der bisherige Vizepräsident Alexander Ankwab.[47]
- Tokio/Japan: Premierminister Naoto Kan tritt fünfeinhalb Monate nach dem Tōhoku-Erdbeben und der Nuklearkatastrophe von Fukushima als Parteivorsitzender zurück und kündigt an, die Amtsgeschäfte als Regierungschef am 30. August an einen Nachfolger zu übergeben.[48]

### Samstag, 27. August 2011

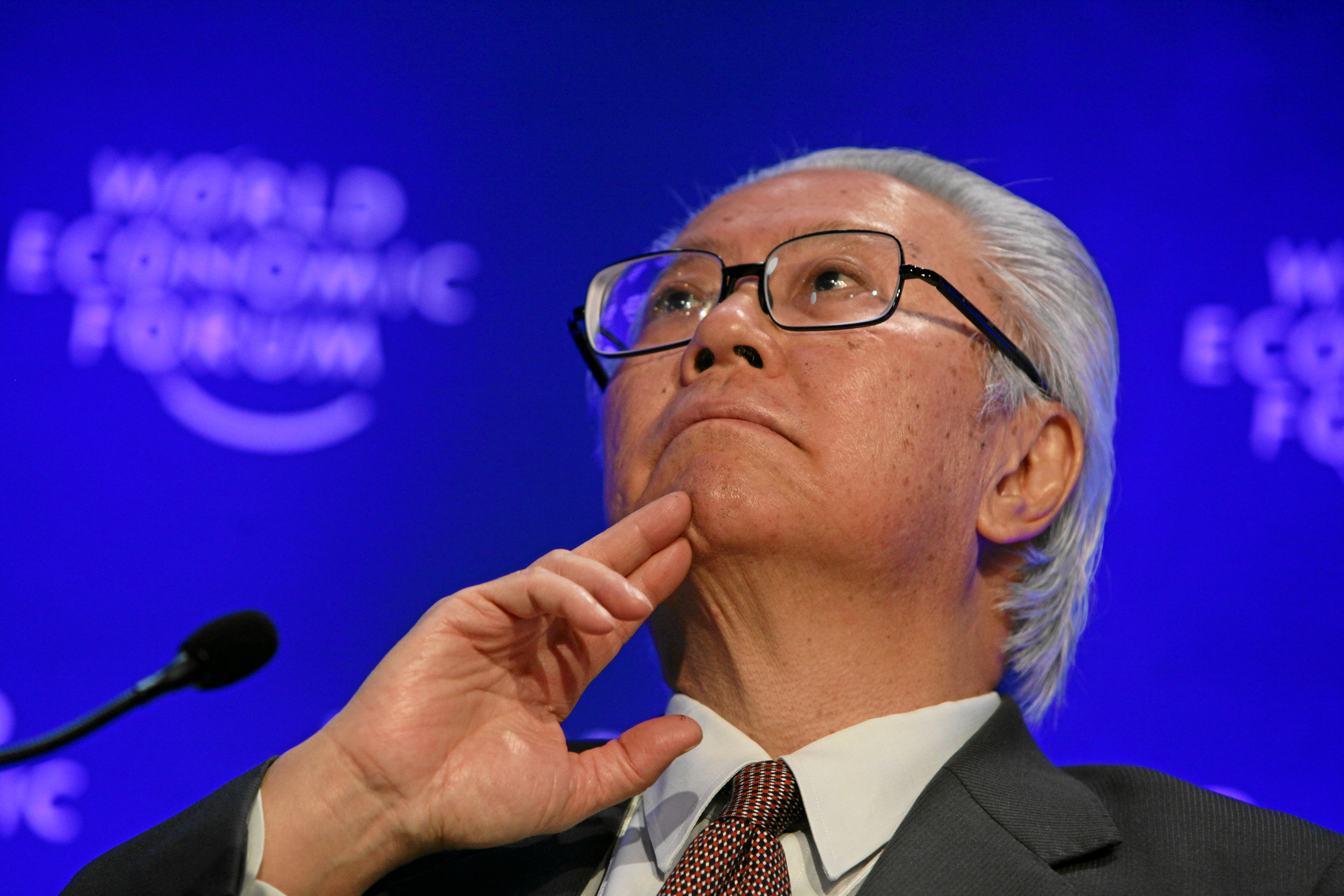
Tony Tan

- Ankara/Türkei: Die Regierung entschädigt religiöse Minderheiten mit sofortiger Wirkung für Enteignungen der letzten Jahrzehnte und erfüllt damit eine zentrale Forderung der Europäischen Union aus den Beitrittsverhandlungen.[49]
- Daegu/Südkorea: Beginn der 13. Leichtathletik-Weltmeisterschaften
- Islamabad/Pakistan: Bei mehreren Angriffen afghanischer Taliban auf Kontrollpunkte der Armee kommen mindestens 25 Menschen ums Leben.[50]
- Singapur/Singapur: Die Präsidentschaftswahl gewinnt Tony Tan mit 35 % der abgegebenen Wählerstimmen.[51]

### Sonntag, 28. August 2011
- Bagdad/Irak: Bei einem Selbstmordanschlag in der sunnitischen Umm-al-Qura-Moschee kommen mindestens 28 Menschen ums Leben und mehr als 37 weitere werden verletzt.[52]
- Los Angeles/Vereinigte Staaten: Bei der Vergabe der MTV Video Music Awards schneiden die US-amerikanische Sängerin Katy Perry und die Britin Adele mit je drei gewonnenen Preisen am erfolgreichsten ab.[53]
- Mönchengladbach/Deutschland: Mit einem 4:2-Finalsieg über die Niederlande gewinnt Deutschland die Feldhockey-Europameisterschaft der Herren, während bei den Damen die Niederlande erfolgreich sind.[54]
- Neu-Delhi/Indien: Nach weitreichenden Zugeständnissen des Parlamentes beendet der Bürgerrechtler Anna Hazare seinen Hungerstreik für ein schärferes Anti-Korruptions-Gesetz in seinem Heimatland.[55]
- Stavelot/Belgien: Beim zwölften Rennen der diesjährigen Formel-1-Saison auf dem Circuit de Spa-Francorchamps siegt der Deutsche Sebastian Vettel im Red Bull vor seinem Teamkollegen Mark Webber und Jenson Button im McLaren.[56]

### Montag, 29. August 2011
- Tallinn/Estland: Das Parlament wählt den Amtsinhaber Toomas Hendrik Ilves erneut zum Staatspräsidenten des Landes.[57]
- Tokio/Japan: Nach dem Rücktritt Naoto Kans wird der amtierende japanische Finanzminister Yoshihiko Noda zum neuen Vorsitzenden der Demokratischen Partei gewählt.[58]

### Dienstag, 30. August 2011

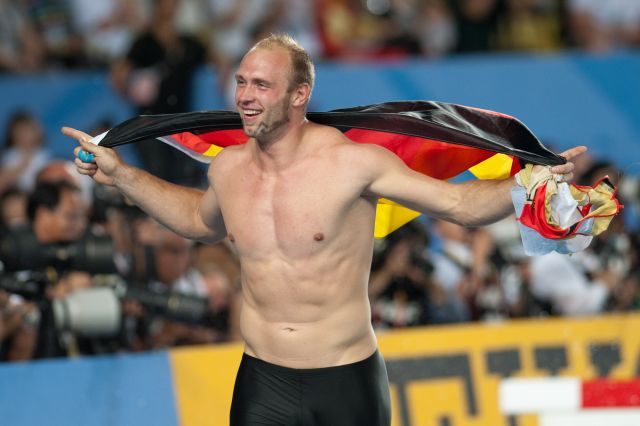
Robert Harting

- Daegu/Südkorea: Robert Harting verteidigt bei den Leichtathletik-Weltmeisterschaften seinen Weltmeistertitel im Diskuswurf.[59]

### Mittwoch, 31. August 2011
- Berlin/Deutschland: Nach dem Ende einer zehnmonatigen Testphase am Flughafen Hamburg gibt Bundesinnenminister Hans-Peter Friedrich bekannt, auf den flächendeckenden Einsatz von Körperscannern im Luftverkehr vorerst zu verzichten.[60]
- Panevėžys/Litauen: Beginn der 33. Basketball-Europameisterschaft
- Venedig/Italien: Die 68. Internationalen Filmfestspiele werden mit George Clooneys Film The Ides of March – Tage des Verrats eröffnet.[61]